# Ligne 162 (chemin de fer slovaque)
Pour les articles homonymes, voir Ligne 162.
La ligne 162 des chemins de fer slovaque relie Lučenec à Utekáč. La ligne ne comprend qu'un seul tunnel de 500 m construit en 1908
par la technique autrichienne avec l'aide de la technique belge de construction des tunnels.

## Histoire
- Ouverture du tronçon Lučenec - Poltár le 24 novembre 1901[4].
- Ouverture du tronçon Poltár - Utekáč le 27 novembre 1908[5].